# ゴールデン☆ストームライダーズ
ゴールデン☆ストームライダーズは、DDTプロレスリングのユニットである。
　

## 歴史
2014年
- 3月30日、DDT新木場1stRING大会にてモンスターアーミーを解散した直後の佐々木が「プロレスでモテたい」という理由のもと、ゴールデン☆ラヴァーズ入りを希望。高木三四郎からT2ひ～加入を打診されたことによりゴールデン☆ラヴァーズ＋佐々木 vs T2ひ～による6人タッグマッチを行い勝利してユニット結成。その後、佐々木と伊橋剛太との因縁もあり、ゴールデン☆ラヴァーズに伊橋と映像班の今成夢人を加えたユニットゴールデン☆らんでぶぅ〜は解散。
- 4月12日、DDT春日部大会にてKO-D6人タッグ王座へ挑戦し、チーム・ドリーム・フューチャーズに勝利。
- 5月4日、DDT仙台大会にてKO-D6人タッグ王座の防衛戦を行い、酒呑童子に敗退。
- 10月26日、ケニーの新日本プロレス移籍が決定し、DDTプロレスリングと同ユニットを脱退。
- 12月23日、新メンバー・オーディションを実施し、DDT NEW ATTITUDEの宮武が加入。

2015年
- 1月3日、DDT後楽園ホール大会にてKO-D6人タッグ王座へ挑戦し。墨汁とプロテインを調合するなどバラモン兄弟なみの狂った行動を見せるも敗退。
- 2月15日、飯伏、DDTさいたまスーパーアリーナ大会にてKO-D無差別級王座へ挑戦しHARASHIMAに勝利。
- 4月29日、飯伏、DDT後楽園ホール大会にてKO-D無差別級王座の防衛戦でHARASHIMAに敗退。
- 6月6日、宮武、キング・オブ・ダーク王座を戴冠。しかし8日後の大阪大会に伊橋に勝利し王座移動。
- 8月23日、飯伏・佐々木組、DDT両国国技館大会にてKO-Dタッグ王座に挑戦し、大日本プロレスの関本大介・岡林裕二組に勝利。
- 9月13日、飯伏・佐々木組、DDT大阪大会にてKO-Dタッグ王座の防衛戦を行い、挑戦者の竹下幸之介・遠藤哲哉組に勝利。
- 9月19から20日 飯伏、体調不良によりDDT浜松、新潟大会と「日テレ24時間生配信祭り」での日本テレビ局内での路上プロレスを欠場。
- 9月27日、佐々木、DDT後楽園ホール大会にて坂口征夫が保持するKO-D無差別級王座へ挑戦し敗退。
- 10月17日、チリのMAX LUCHA LIBRE「Confrontacion6」へ遠征出場。MAX LUCHA LIBRE認定無差別級選手権3WAYマッチに挑戦してクリミナルに勝利。（もう一人は前王者のフィアー）
- 10月25日、飯伏、DDT後楽園ホール大会にて坂口が保持するKO-D無差別級王座への挑戦が決まっていたが、前日からの高熱のため欠場。翌週の沖縄大会（2試合）も欠場となる。
- 11月2日、飯伏、精密検査の結果「頸椎椎間板ヘルニア」との診断により無期限欠場が発表。また自身が保持していたKO-Dタッグ王座の返上が決定。
- 11月3日、佐々木、DDT名古屋大会メインイベント入場時にKO-Dタッグ王座のベルト2本を返上。

2016年
- 1月10日、宮武、DDT大阪大会のタッグマッチで負傷。右肩鎖関節脱臼の診断により長期欠場。
- 2月22日、飯伏、2月末をもってDDTプロレスリング・新日本プロレスを退団。飯伏プロレス研究所所属のフリーとして活動。
- 7月3日、佐々木、DDT博多大会オープニングにて石川修司とマッド・ポーリーの新ユニット名を「DAMNATION」とすると発表。

## メンバー
- 飯伏幸太（リーダー）
- 佐々木大輔
- 宮武俊

## 元メンバー
- ケニー・オメガ（ボス）

## 戦績
- KO-D無差別級王座

第49代王者：飯伏幸太
- KO-Dタッグ王座

第52代王者：飯伏幸太&佐々木大輔
- KO-D6人タッグ王座

第9代王者：飯伏幸太&ケニー・オメガ&佐々木大輔
- アイアンマンヘビーメタル級王座

第1040・1048・1061代王者：宮武俊
- キング・オブ・ダーク王座

第2代王者：宮武俊
- MAX LUCHA LIBRE無差別級王座

第15代王者：佐々木大輔
- IWGPジュニアヘビー級王座

第67代王者：飯伏幸太
- NEW JAPAN CUP

2015年優勝：飯伏幸太